# Möhlin
Möhlin (toponimo tedesco) è un comune svizzero di 11 006 abitanti del Canton Argovia, nel distretto di Rheinfelden; ha lo status di città.

## Monumenti e luoghi d'interesse

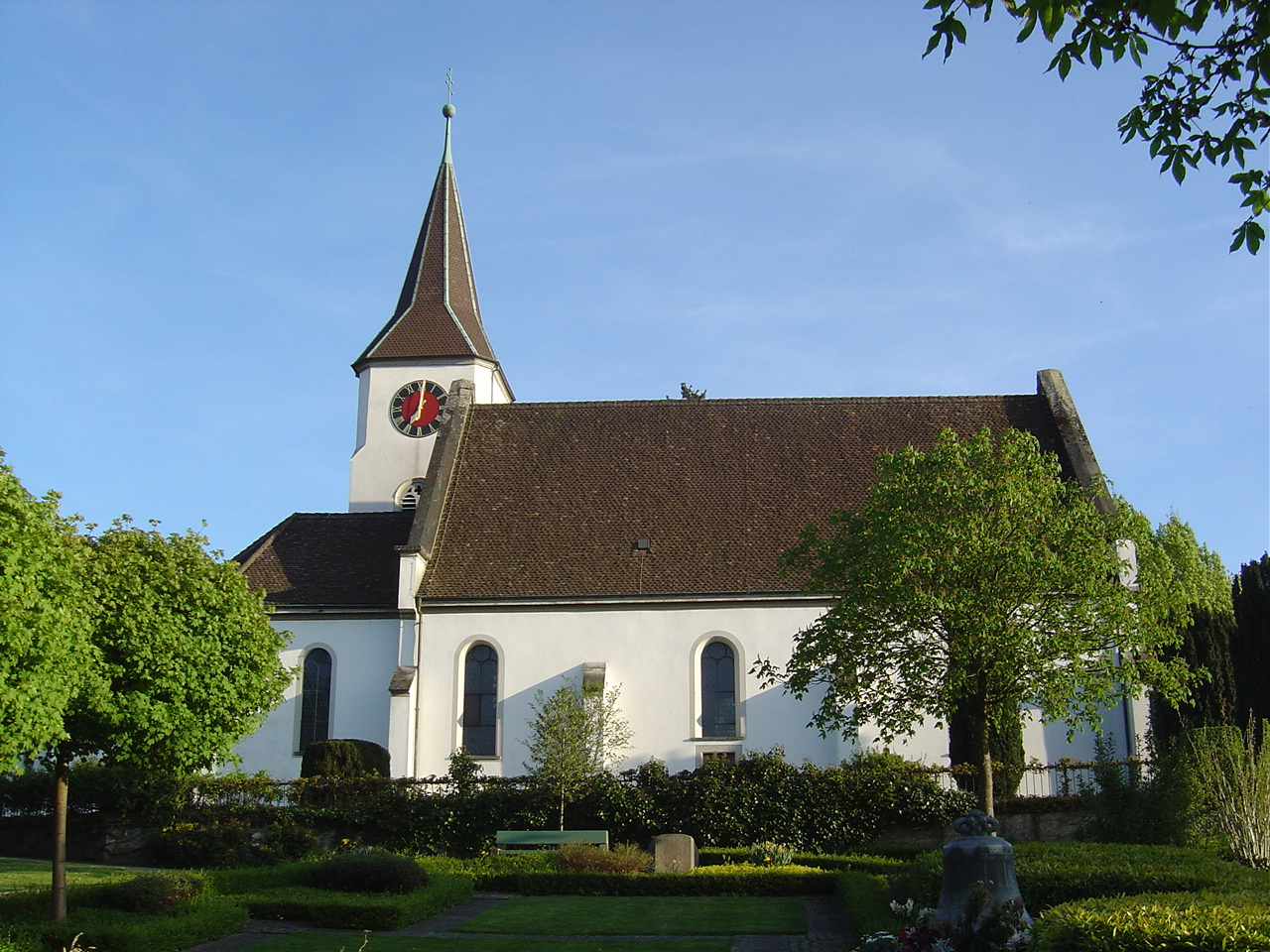
La chiesa cattolica cristiana di San Leodegario

- Chiesa cattolica cristiana di San Leodegario (già di San Germano), attestata dall'VIII secolo e ricostruita nel 1609[1];
- Chiesa cattolica, eretta negli anni 1940-1950[1];
- Chiesa riformata, eretta negli anni 1940-1950[1].

## Società

### Evoluzione demografica
L'evoluzione demografica è riportata nella seguente tabella:
Abitanti censiti

## Infrastrutture e trasporti

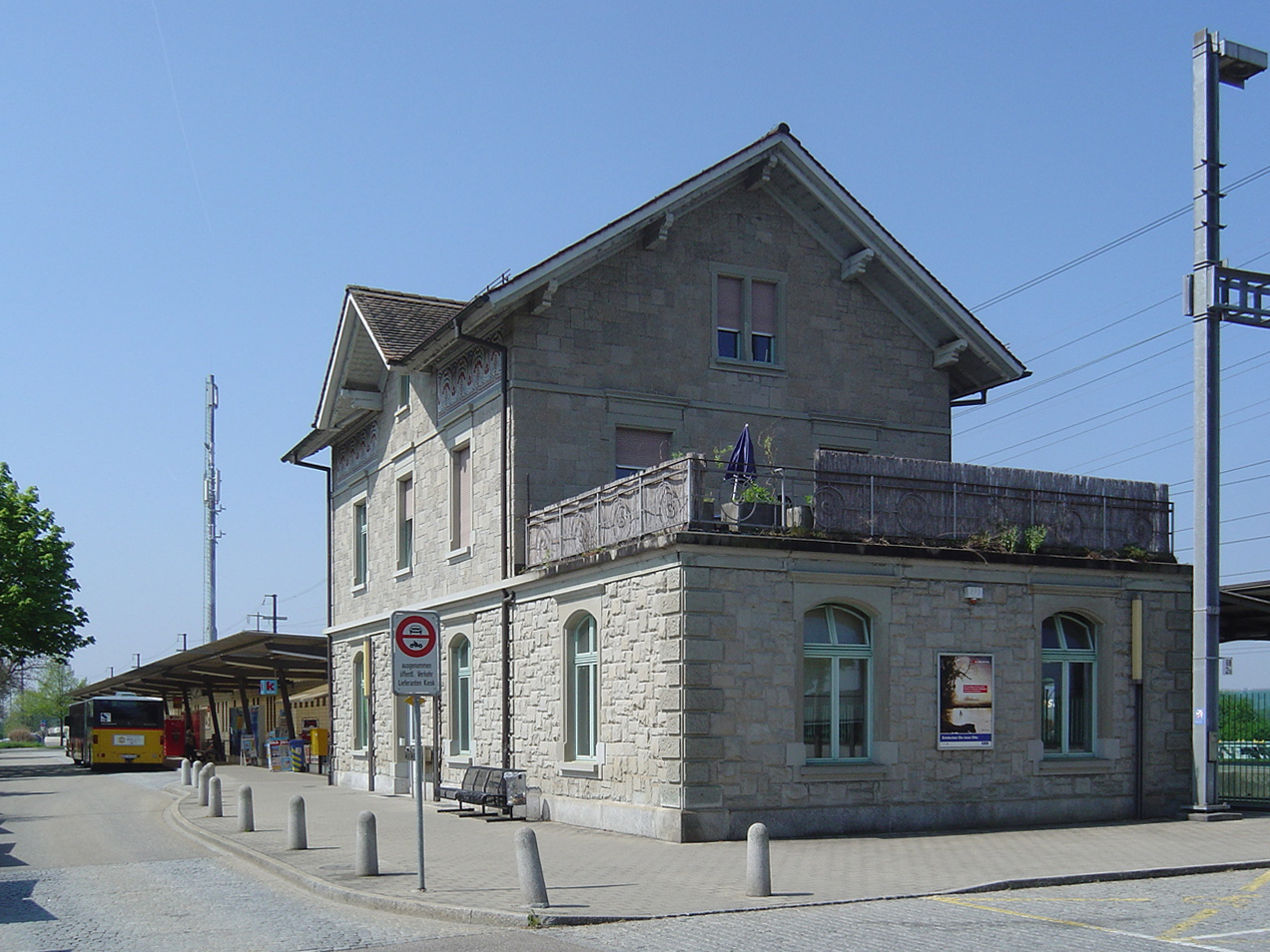
La stazione di Möhlin

Möhlin è servito dall'omonima stazione sulla ferrovia Bözbergbahn (linea S1 della rete celere di Basilea).

## Amministrazione
Ogni famiglia originaria del luogo fa parte del cosiddetto comune patriziale e ha la responsabilità della manutenzione di ogni bene ricadente all'interno dei confini del comune.